# Yucca utahensis
Yucca utahensis är en sparrisväxtart som beskrevs av Mckelvey. Yucca utahensis ingår i släktet palmliljor, och familjen sparrisväxter. Inga underarter finns listade i Catalogue of Life.

## Bildgalleri

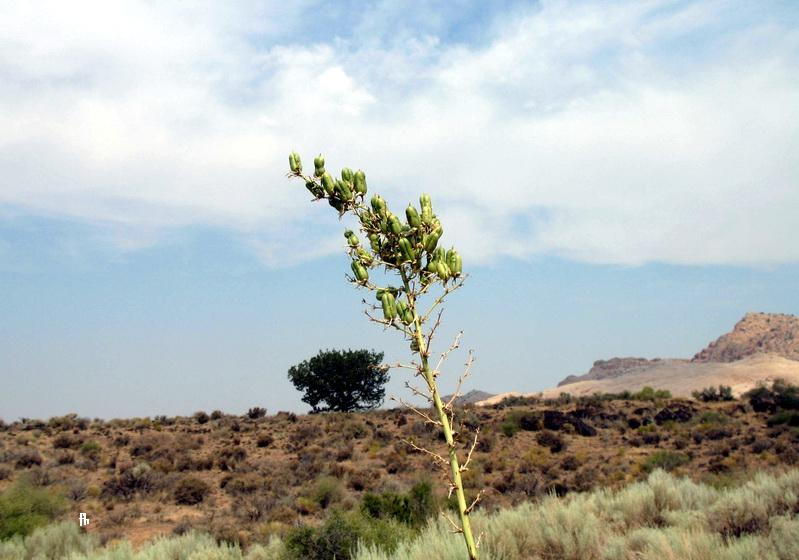
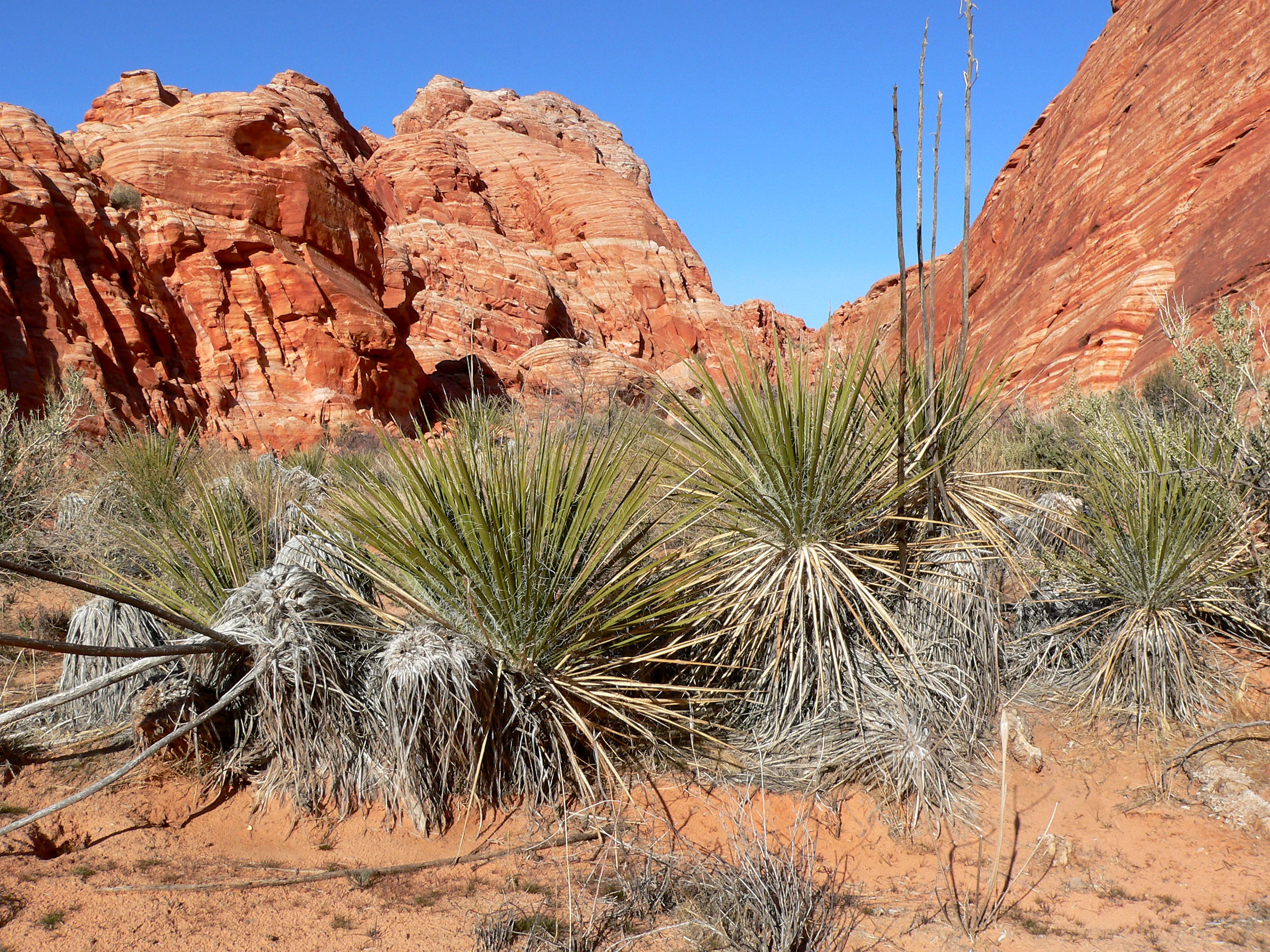
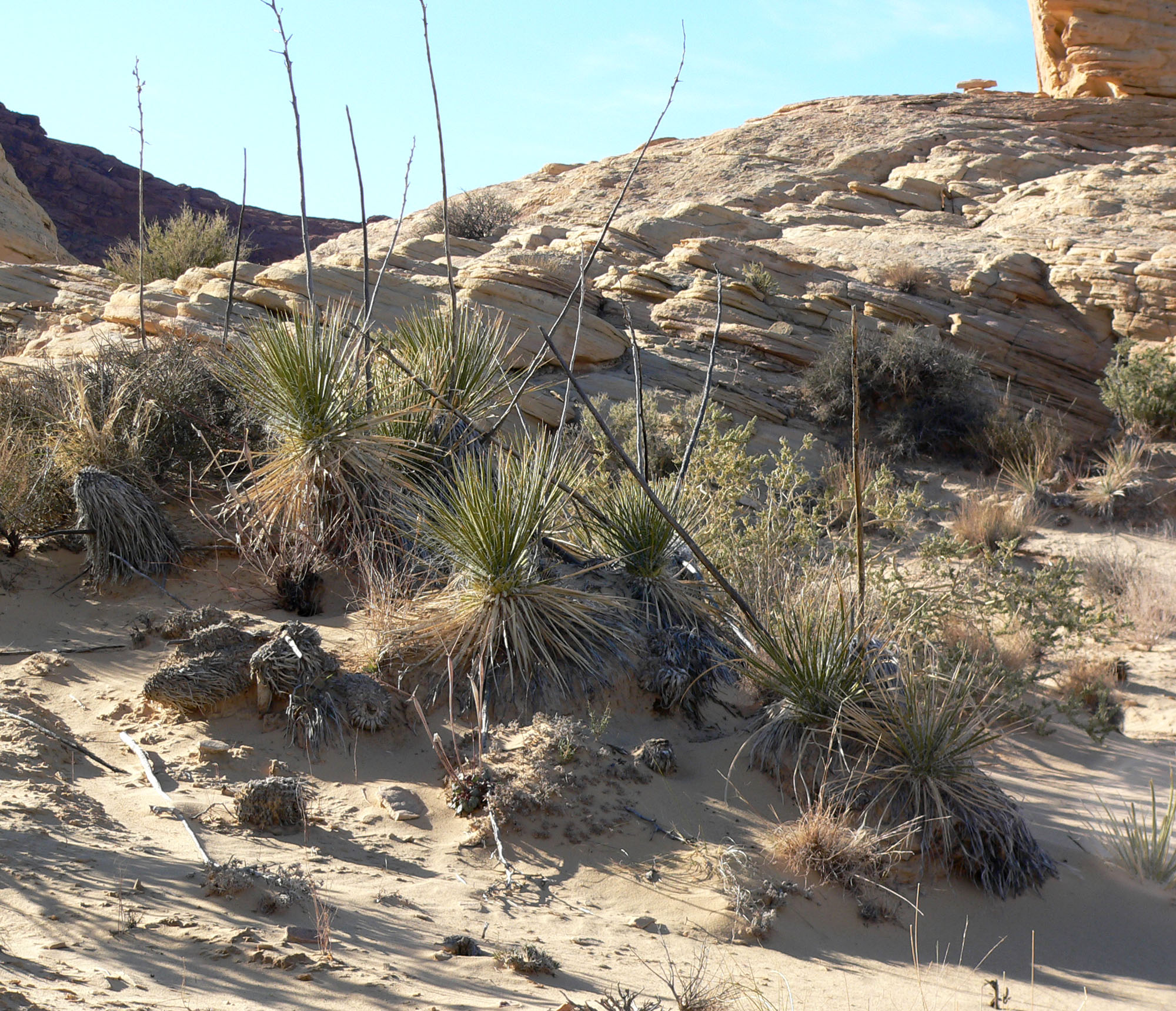
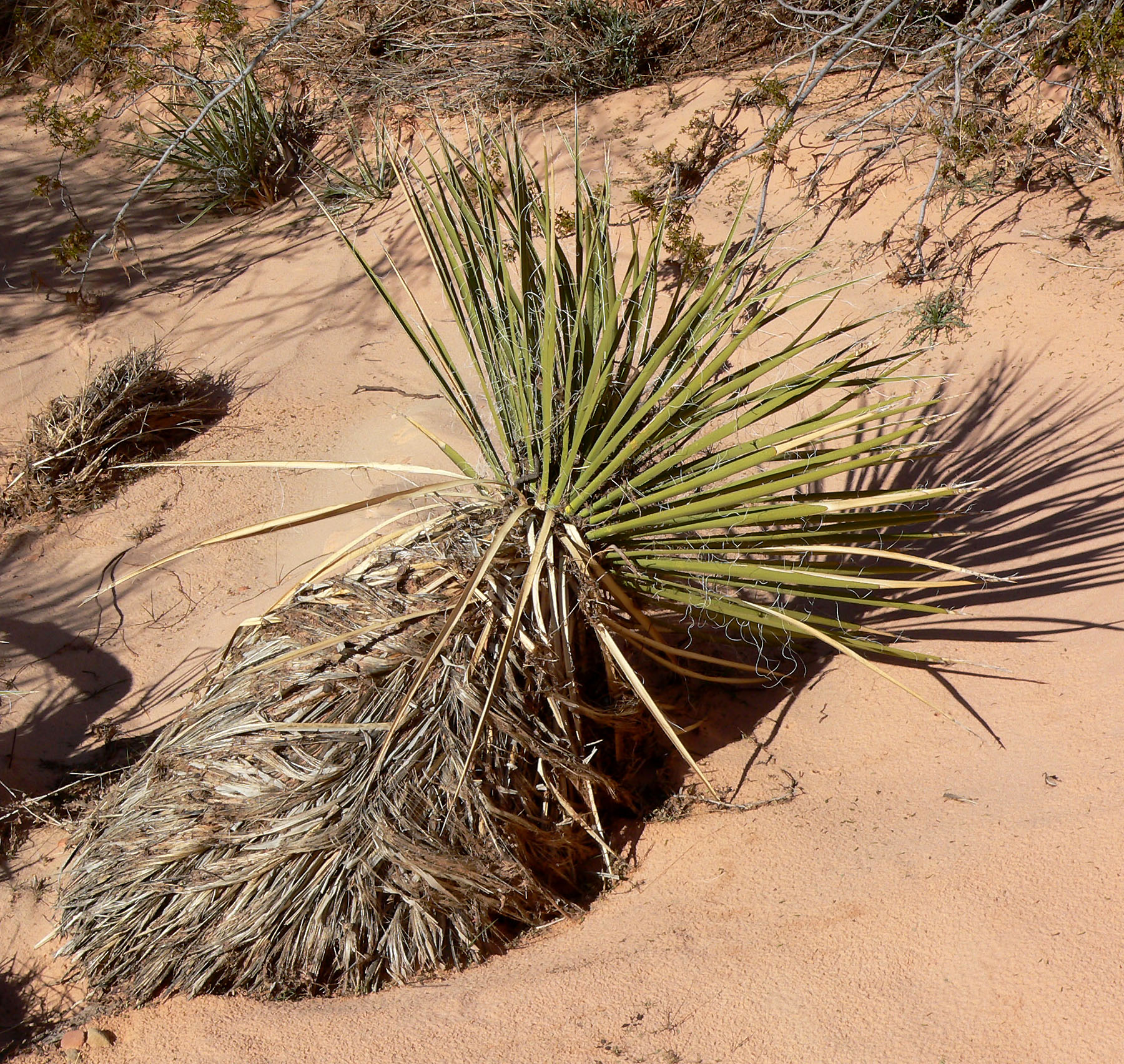